# Inga pallida
Inga pallida é uma espécie vegetal da família Fabaceae.
Apenas pode ser encontrada na Bolívia.